# Chiesa di San Francesco (Alghero)
La chiesa di San Francesco è un luogo di culto cattolico monumentale della città di Alghero e uno dei massimi esempi di architettura gotico-catalana in Sardegna. Sorge, affiancata dall'attiguo convento, in via Carlo Alberto, nel cuore del centro storico.

## Storia
L'arrivo ad Alghero dei frati Minori, e dunque l'edificazione del complesso conventuale, risale al XIV secolo: nel 1330, infatti, i religiosi risultano già essere presenti in città, e la costruzione dell'complesso avvenne probabilmente nella seconda metà del secolo; la chiesa venne in particolare realizzata nel 1380, sulla base di un precedente edificio religioso.
Nel corso del XV secolo, la chiesa e il convento vennero riedificati in stile gotico-catalano . 
Il 17 febbraio 1593 il corpo centrale della chiesa venne danneggiato da un crollo, circostanza che rese necessari lavori di restauro che rinnovarono parte del tempio secondo i canoni del classicismo rinascimentale. I lavori, che si conclusero nel 1598, interessarono anche la facciata della chiesa, che venne ingrandita.

## Descrizione
La chiesa, edificata in pietra arenaria, è caratterizzata esternamente dalla torre campanaria del 1632, a canna esagonale su base quadrata e sormontata da una guglia, simile, anche se di dimensioni più modeste, alla torre della cattedrale.
La facciata è severa, ornata solo dal bel portale con architrave di gusto classico (opera collocata in facciata già prima dei lavori di fine Cinquecento), in cui è scolpito lo stemma dei Francescani attorniato da angeli recanti gli strumenti della Passione, e da un piccolo rosone sormontato da un oculo cieco.

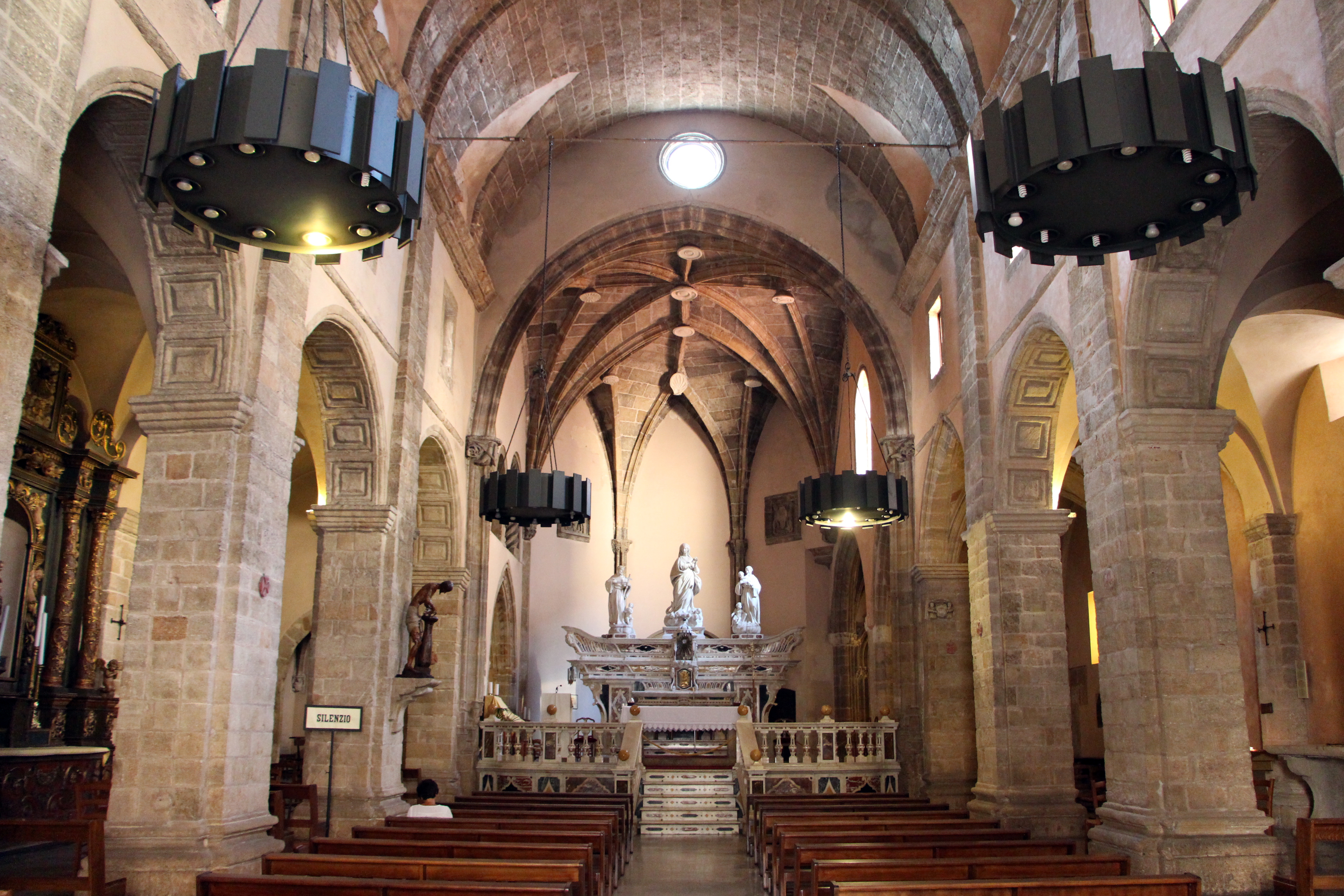
Interno

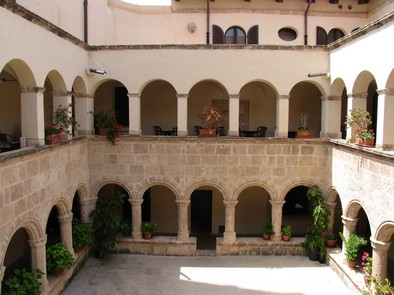
Chiostro

L'interno, concepito nel quattrocento a navata unica con cappelle laterali, si presenta, dopo i restauri della fine del cinquecento, nell'attuale impianto trinavato con cinque cappelle per lato. La navata centrale, divisa in cinque campate, è scandita da otto robusti pilastri cruciformi intervallati da archi a tutto sesto. Su una sporgenza del quarto pilastro a sinistra è collocata una scultura lignea del Cristo alla colonna, risalente al XVII secolo; localmente nota come rosegat, la scultura - durante la Settimana Santa - veniva portata in processione assieme a un Cristo deposto conservato nella terza campata sinistra. Le cappelle ospitano alcuni sontuosi altari lignei, realizzati nel XVIII secolo in stile barocco, come quelli della Madonna degli Angeli, del Santissimo Sacramento e di Sant'Antonio da Padova.
La zona absidale, connessa alla navata centrale tramite un arco a sesto acuto su pilastri a fascio, è in stile gotico e risale all'ultimo ventennio del XV secolo. Il presbiterio è a pianta quadrata, coperto dalla bella volta stellata e costolonata, da cui partono le nervature della volta dell'abside, a pianta semiesagonale. L'altare maggiore, dominato dalle statue della Madonna tra quelle dei santi Francesco d'Assisi e Antonio da Padova, è un'opera in marmi policromi della fine del settecento realizzata dallo scultore Giovanni Battista Franco. Ai lati del presbiterio si aprono alcune cappelle, in cui si ammirano i capitelli (scolpiti con decorazioni vegetali) che reggono gli archi e i costoloni delle volte. Notevole, a destra del presbiterio, la cappella del Santissimo Sacramento, alla quale si accede da un arco ribassato con estradosso decorato da gigli scolpiti. Particolare la decorazione dell'arco della seconda cappella a sinistra, costituita da una teoria di piccole sfere.
Dalla navata sinistra si accede alla sacrestia, abbellita da antichi arredi e simulacri lignei, che dà a sua volta accesso al piccolo e suggestivo chiostro, costituito da due ordini di arcate a tutto sesto. L'ordine superiore risale al XVIII secolo mentre quello inferiore è quattrocentesco, con la serie di archi retta da un alternarsi di colonne e pilastri ottagonali. Dal chiostro si accede alla piccola cappella posta alla base del campanile, che riprende in piccolo la pianta del presbiterio (quadrato su cui si innesta un semiesagono), caratterizzata da capitelli scolpiti e volta ombrelliforme costolonata, dal centro della quale pende una gemma in terracotta in cui è raffigurato san Francesco nell'atto di ricevere le stimmate.

## Galleria d'immagini

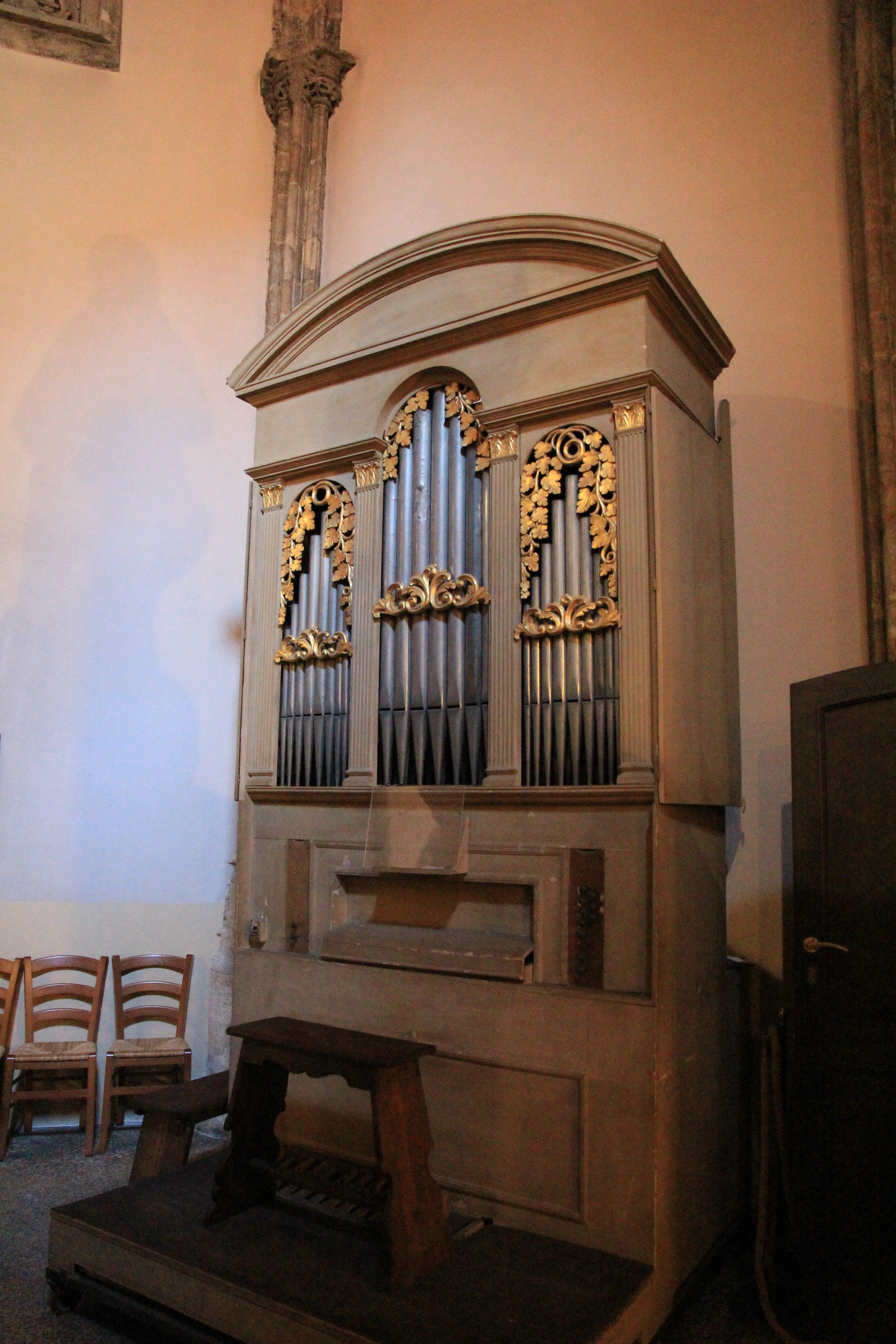
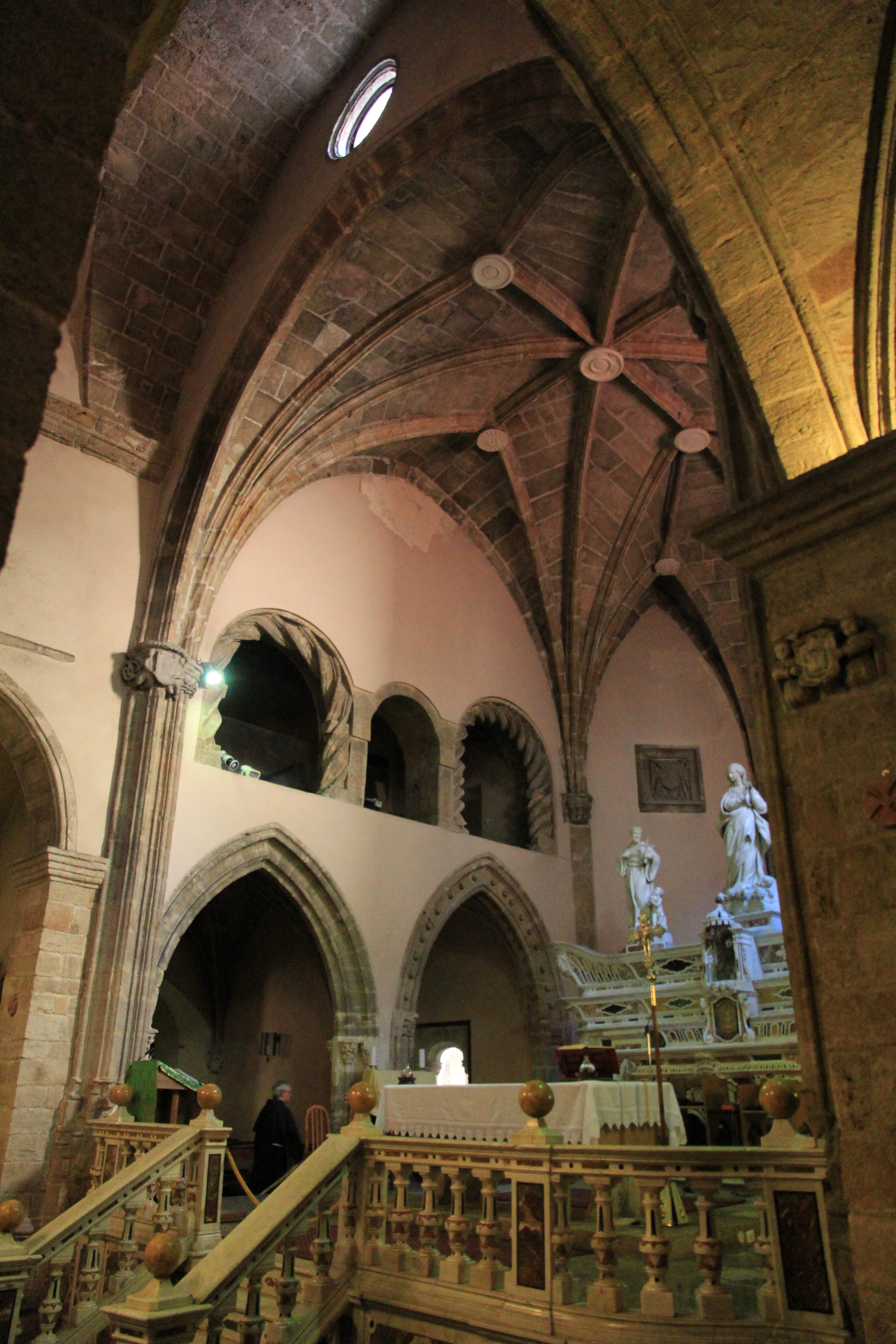